# Середньосибірський
Середньосибі́рський (рос. Среднесибирский) — селище у складі Тальменського району Алтайського краю, Росія. Адміністративний центр та єдиний населений пункт Середньосибірської сільської ради.

## Населення
Населення — 2042 особи (2010; 1822 у 2002).
Національний склад (станом на 2002 рік):
- росіяни — 91 %